# Zene húros hangszerekre, ütőkre és cselesztára

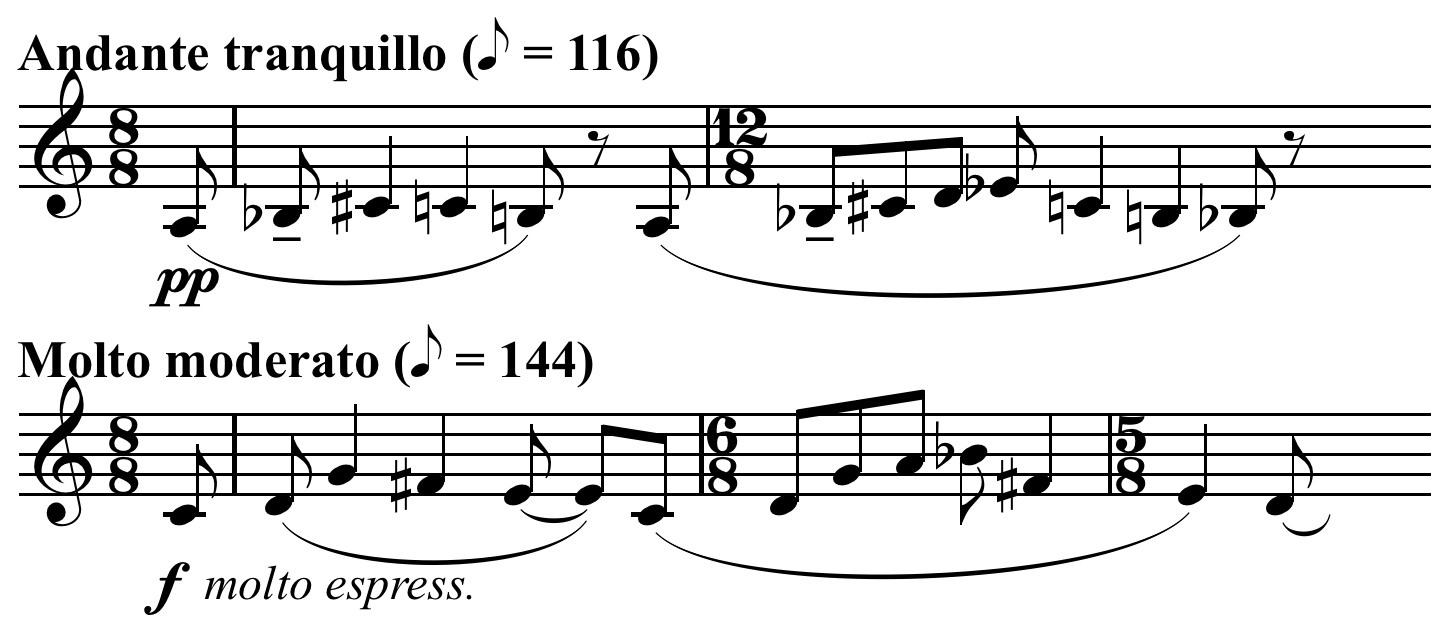
Bartók: Zene húros hangszerekre, ütőkre és cselesztára I. tételének és IV. tételének fúga témája

A Zene húros hangszerekre, ütőkre és cselesztára (Sz. 106, BB 114) Bartók Béla egyik legismertebb zenekarra írt kompozíciója és a 20. század egyik legeredetibb műve, nemcsak a hangszerelésében, hanem az antifonális effektusok alkalmazásában is.
A harmincas évek derekán kevés zeneszerző vállalkozott szimfónia írására, és ha komponáltak is nagyobb szabású ciklikus zenekari műveket, bizonyos tartózkodással óvakodtak ezeket szimfóniáknak nevezni. Úgy látszik, Bartók is azt gondolta, többet mond a semleges „Zene” elnevezés, mint a klasszikus-romantikus örökségre utaló „szimfónia”.
A mű befejezésének időpontja 1936. szeptember 7-ére tehető. Az ajánlás Paul Sachernek szól, a Bázeli Kamarazenekar megalakulásának 10. évfordulójára írta (ugyanúgy ők a pár évvel később készült Divertimento dedikáltjai). A premierre 1937. január 21-én kerül sor, a dedikáltak közreműködésével. A kottaanyagot az Universal Edition jelentette meg.
A mű négytételes, a tételek a következők:
1. Andante tranquillo
2. Allegro
3. Adagio
4. Allegro molto

Bartók ebben az időben amúgy is nagyon vonzódott az érdekes effektusokhoz; következő műve, a Szonáta két zongorára és ütőhangszerekre is ugyanebben a szellemiségben készült.

## Keletkezéstörténet
A Zene húros hangszerekre, ütőkre és cselesztára komponálására Paul Sacher kérte fel Bartókot egy 1936-ban kelt levelében. A régizene játékot és a modern zeneszerzést egyként támogató karmesterre lehetséges, hogy Bartók 5. kvartettje gyakorolt mély benyomást. Tény mindenesetre, hogy nem sokkal a fölkérő levél 1936. júniusi fogalmazása előtt, a zeneszerző bázeli ismerőse, Müller-Widmann-né házában előadták Bartóknak ezt az akkor legfrissebb, 1934-ben komponált vonósnégyesét. Bartók június 27-én kelt válaszában már jelzi, hogy vonós és ütőhangszerekre írt műre gondol, tehát a vonósokon kívül zongorára, cselesztára, hárfára, xilofonra és ütősökre lesz szükség. Azt is hozzáteszi, hogy bár igyekszik – Sacher kérésének megfelelően – technikai szempontból aránylag könnyen előadható művet írni, de ritmikai nehézségeket nem fog tudni elkerülni. A mű újdonsága persze – hiszen az egykorú beszámolók fényében joggal beszélhetünk újdonságokról – nem csak ritmikai természetű lesz. Újnak számít majd több ritkán alkalmazott vonós játékmód, a fogólapra csapódó – ütőhangszeres hatású – vonós pizzicato vagy például pengetett hangok glissandója. Ezek a különleges eszközök sohasem kizárólag színelemként kapnak szerepet, hanem mindig dramaturgiai funkciót látnak el.
A zeneszerző előzetes jellemzése mindazonáltal meglepő mértékben összhangban van a készülő műhöz fűzött későbbi levélbeli megjegyzésekkel éppúgy, mint az 1936 szeptemberére befejezett kompozíció tényleges alakjával. Úgy tűnik tehát, mintha a mű szinte már készen született volna. A kompozíció keletkezéstörténetét a forrás alapján vizsgálva azonban ennél árnyaltabb kép rajzolódik ki.

## Tételek elemzése

### Andante tranquillo
A tétel vázlatait érdekes módon Bartók még a megrendelés kézhez vétele előtt feljegyezte.
A tételt gyakorlatilag a vonóskar játssza, a többi hangszer egy-két pont kiemelésére szorítkozik; a kétkórusosságot Bartók nem használja ki. A tétel a semmiből indul (pianissimo con sordino), a feszültség egyenletesen fokozódik a csúcspontig, ott viszonylag gyorsan elcsitul, végül a zene visszahull a semmibe. Fúgaként íródott, azonban a fokozás során a kontrapunktikus megfontolások háttérbe szorulnak, a formálást egyre inkább drámai szempontok vezérlik. A csúcspont elérése után ez a folyamat is visszafordul.
A fúgatéma négysoros, kvint hangterjedelmű kromatikus dallam. Először a hangon indul, a következő belépések két irányban járják be a kvintkört: e, d; h, g; stb. Az első öt megszólalás egy-egy új szólam belépése, saját törvények szerinti szigorú ellenpontos szerkesztésben (például tilos az oktáv).
A hatodik témamegszólalással (fisz) lesz teljes a zenekar, egyúttal viszont a faktúra tulajdonképp kétszólamúvá válik (mindkét szólam pontos oktáv- és vázlatos tritónuszpárhuzammal szól; a második szólam a hetedik téma c-n, három nyolcadnyi késéssel az első után).
Ezután veszi át a hatalmat a drámai formálás: a hangszerekről lekerül a hangfogó, a következő négy téma szinte egyszerre hangzik föl, de mindegyik töredékesen és nem is az eddig várt sorrendben (az f megelőzi a cisz-t, a b a gisz-t). Mindezt üstdobtremoló festi alá.
Ezután esz-en kéne megszólalnia a témának, és majdnem meg is szólal a basszusban, épp csak az esz hangok helyett b van. A többi szólam rövid motívumokat ismételget, ami a téma első sorává fejlődik, immár ténylegesen esz-ről. Innen már nincs tovább út, helybenjár a zene, csak a hangerő fokozódik, majd cintányérütésre megáll az eddig folyamatos nyolcadmozgás. De aztán kiderül, hogy ez még mindig nem a csúcspont! További öt ütemnyi próbálkozás során a hangzás öt oktávra tágul, és nagydobütésre uniszónó esz-ekkel megszületik a döntés: vissza kell fordulni. A téma innen tükörfordításban jön, megintcsak a kvintkörön két irányban: kilenc ütem alatt ötször hangzik el (b-n és f-en csupán egy hang jelöli, esz-en, asz-on és desz-en egy-egy sor).
A hangerő közben visszaesik pianóra; c-n és fisz-en a téma első sora egy tritonuszszekvenciában leereszkedik a hegedűktől a
bőgőkig.
Ezután visszakerül a szordínó és az ellenpont visszaveszi a hatalmat. A következő négy téma teljes alakjában szólal meg (g-n és h-n, ill. d-n és e-n szűkmenetben).
Végül visszaérünk a kiindulópontra, az a-ra. Ennek hangsúlyozásaképp a téma alapalakja és tükörfordítása egyszerre (bár komplementer ritmusban) szól, vonóstremoló és cselesztaarpeggio kíséretében.
A tételt kóda zárja, ahol a téma (mindig a-ban) első sora széthullik (egyre rövidebb, egyre elnyújtottabb szeletek mindkét alakban), majd a második sor hangzik fel. Ez a tétel összefoglalásának tekinthető, amennyiben két szólam a-ról indul, az alapalak fölfele, a tükörfordítás lefele eléri az esz-t (azonos ritmusban), majd, egyre lassabban, visszatérnek az a-hoz.
A nagyhírű Bartók-kutató, Lendvai Ernő a Fibonacci-számok formaalkotó szerepét is kimutatta a tételben: a tétel 88 ütemes; az első fele (a csúcspontig) 55 ütem, a második fele 33; az első felét a szordínók levétele 33-22 arányban tagolja; ennek első felét a fisz megszólalás 20-13 arányban stb. (A fölsorolt számok legfeljebb eggyel térnek el egy-egy Fibonacci-számtól: 13, 21, 34, 55, 89.)

### Allegro
Szonátaformájú gyorstétel. 2/4-ben íródott főtémával indít, ami a visszatérésben 3/8-osra vált. Ez a főtéma egyike azoknak a népdaloknak, amelyek Bartók fantáziájában születtek a magyar népdalok dallamvilágának és ritmikájának mély átéléséből: négysoros, kupolás szerkezetű, AA5BA formájú, a két zenekar fölváltva játssza (itt kap először szerepet a kétkórusosság). Az első sor az első tétel fúgatémájának második sorából származik.
A scherzando melléktéma G-ben szólal meg, a visszatérésben pedig C-ben, így nagyon is nyíltan követ egyfajta neo-klasszikus formaeszményt.
A kidolgozás az első tétel fúgatémájának földolgozásával kezdődik (zongorán és az első zenekar talpas pizzicatóin): esz-ről tükörben majd alapalakban, aztán fisz-ről alapban majd tükörben az első sor, végül a-ról a második sor hangzik el. A visszatérés előtt a főtéma összenyomott változatának kontrapunktikus kidolgozása hallható (újabb utalás az első tételre).

### Adagio
Lassútétel hídformában (ABCBA), a bartóki „éjszaka zenék” szép példája.
A formaelemek határain az első tétel fúgatémájának egy-egy sora szólal meg.
A tételt repetált magas xilofonhangok és üstdobglissandók párbeszéde vezeti be (utóbbi abban az időben eget rengető újdonságnak számított). Ezen dialógus egyszerűsített változata alkotja a kódát.
Az A szakasz jajgató, szeszélyes ornamentikájú magányos rajzolatú vonalakból építkezik, melyek itt is fugatóvá szélesedő szövevénybe torkollnak.
A B szakaszban irizáló háttér előtt (Bartók tengerzúgáshoz hasonlította, a kromatikus skála mind a tizenkét hangja szól) négysoros dallam hangzik föl a hegedűkön.
A szakasz visszatérésekor a csellók kánonban játszanak a hegedűkkel; a második szólam picit hangosabb (pianissimo, ill. piano). Ez a technika az álmok, emlékek jelképe Bartóknál.
A tétel középpontjában (C szakasz) tragikus, mégis misztikus atmoszférájú jelenet áll. Tág uniszónóban fölrakott, kimért geometrikussággal mozgó éles hangokkal megszólaltatott dallam uralja. Különleges színként – az ütősök, cseleszta, zongora mellett – a talpas pizzicatók is szerephez jutnak.

### Allegro molto
A feszültségek feloldása a negyedik tételre marad. A csodálatos mandarin végén bekövetkezett teljes összeomlás óta programmá érlelődött a beethoveni, élettől duzzadó, reményt és biztatást adó befejezés Bartók többtételes kompozícióiban. A Zenéé a legnemesebbek egyike. A zárótétel diatonikus – líd skálán mozgó – főtémája, bár a notáció ezt elrejti, Bartók egyik kedvelt, 3+3+2-nyolcados bolgár ritmusában íródott. A rusztikus jellege ellenére is kecses téma a gyorsuló mozgású pengetett vonósakkordok függönye mögül bukkan elénk.
A változatos karakterű népies táncfüzér s a klasszikus rondó elveit ötvöző fináléban nem egyszer valódi népdaltípusok sosem létezett keverékére ismerünk. Az átlényegülés hordozója azonban természetesen itt is a főtéma. A tétel vége felé például egy emelkedő skálamozgású anyag idézi föl, mely csupán előkészítője egy nyugodt, egyenletes triolás mozgással fölcsillanó témavariánsnak.
Az utolsó rondóepizód nem más, mint az első tétel fúgatémájának „igazi”, diatonikus alakja, először uniszónóban, majd zengő mixtúrában. Az epizód végén egy szólócselló pedig a 3. tételt idézi.
A zárást pedig egy látszólag teljességgel új, valójában a főtémából levezethető népdalszerű dallam szemérmesen megszólaló vallomásosan magyar nemzeti pátosszal ragyogja be.

## Hangszerelés
Ahogy a cím is sugallja, a mű húros hangszerekre (jelen esetben hegedűkre, mélyhegedűkre, csellókra és nagybőgőkre, ill. hárfára), ütőhangszerekre (xilofonra, pergődobra, cintányérra, tam-tamra, nagydobra, üstdobra és zongorára, ami ugye egy húros hangszer is egyben) és cselesztára íródott (ami meg tulajdonképpen egy ütőhangszer is). A vonósokat a terem ellentétes oldalaira kell elhelyezni, és van, hogy ezen csoportok teljesen ellentétes zenét játszanak (osztott vonószenekar).

## Autográf anyagok
- Partitúra-fogalmazvány (vázlatokkal, eldobott oldalakkal), az Universal Edition 10815 nagypartitúra elsőkiadás (1937) litográfiáját készítő bécsi másolónak szóló instrukciókkal (Bartók Péter gyűjteménye: 74FSS1; fakszimile kiadása: Mainz: Schott, 2000)
- Az UE nagypartitúra javított példányai:

1. Sajtóhiba javítások, autográf változtatások, a zenekar ülésrendjének tervével (Bartók Péter gyűjteménye: 74FSFC1)
2. Példány egy egyoldalas Änderungen listával (ifj. Bartók Béla gyűjteménye)
3. Az UE 10888/W.Ph.V.201 zsebpartitúra metszőpéldánya, autográf kiegészítések, benne az Aufbau szövege (Bartók Péter gyűjteménye: 74FSGC2)

- Az UE/ W.Ph.V. zsebpartitúra elsőkiadás javított példánya (ifj. Bartók Béla gyűjteménye)

## Külső hivatkozások
- A hét zeneműve – Bartók: Zene húros hangszerekre, ütőkre és celestára – Vikárius László előadása (1995)